# هنری اوتو
هاردینگ اوتوی (انگلیسی: Henry Otto؛ ۸ اوت ۱۸۷۷ – ۳ اوت ۱۹۵۲) یک هنرپیشه، کارگردان، تهیه‌کننده، و فیلم‌نامه‌نویس اهل ایالات متحده آمریکا بود. وی بین سال‌های ۱۹۱۱ تا ۱۹۴۲ میلادی فعالیت می‌کرد.
از فیلم‌هایی که وی در آن نقش داشته‌است می‌توان به نقاب آهنین اشاره کرد.